# Eduard Petitpierre

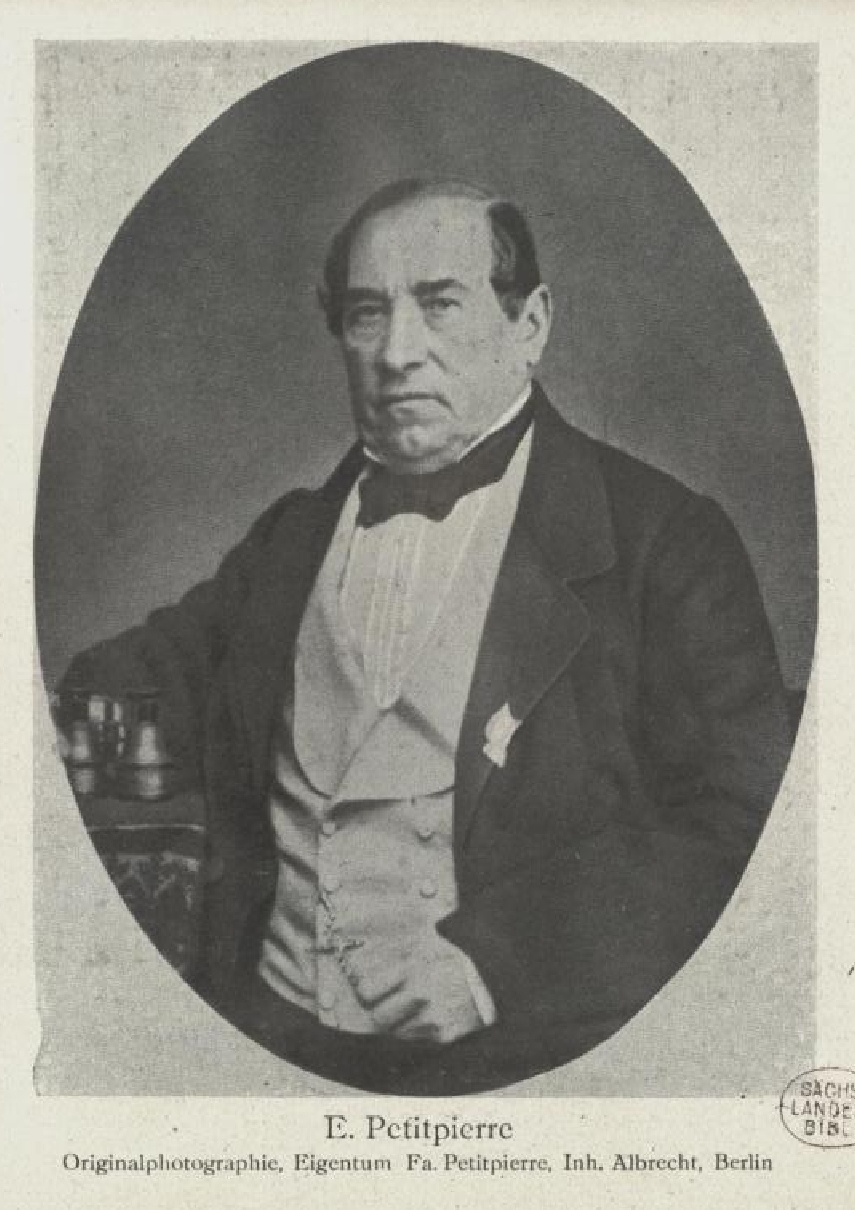
Eduard Petitpierre (1789–1862)

Eduard Petitpierre (geb. 5. Januar 1789 in Couvet, Kanton Neuchâtel, Schweiz; gest. 15. Oktober 1862, wahrscheinlich in Berlin) war ein aus der Schweiz stammender Berliner Optiker, Feinmechaniker und Daguerreotypist.

## Lebensweg
Wann der Schweizer Petitpierre nach Berlin kam, ist unbekannt. Im Jahr 1820 eröffnete er ein Geschäft für Optik und Mechanik in der Mohrenstraße. Wenige Jahre später verlegte Petitpierre sein Geschäft in die Straße Unter den Linden 33. Er bezeichnete sich selbst als „Optiker Sr. Majestät des Königs, akademischer Künstler und Mechanikus in Berlin“.
Ende 1834 / Anfang 1835 brachte Eduard Petitpierre eine kuriose Erfindung heraus: Er bot eine kurze, durch die Außenwand eines Hauses hindurchzulegende Röhre an, die nach dem Prinzip der Camera obscura mittels eines Umkehrprismas das Geschehen im Blickfeld der äußeren Röhrenöffnung auf eine Art Mattscheibe im Inneren des Hauses projizierte. Diese an der Wand hängende Mattscheibe wurde wie ein Bild gerahmt und lieferte bei ausreichendem Licht bewegte „Live“-Bilder vom Geschehen jenseits der Wand in den Innenraum.
Das von Louis Daguerre (1787–1851) entwickelte Daguerreotypie-Verfahren wurde der Öffentlichkeit am 19. August 1839 in Paris bekanntgemacht. Schon wenige Wochen später wurde die Daguerreotypie auch in Berlin eingeführt. Ein Kollege von Petitpierre, der Berliner Optiker und Feinmechaniker Carl Theodor Dörffel (1810–1878), fertigte als erster selbst Fotokameras nach dem Vorbild der von Louis Daguerre entworfenen und bei Giroux in Frankreich hergestellten Daguerreotypiekameras an. Bereits am 16. September 1839 stellte er einen von ihm selbst angefertigten Muster-Fotoapparat in seinem Laden, Unter den Linden 46, zur Ansicht aus und nahm dort auch Bestellungen entgegen. Einen anderen Weg hatte der Berliner Lithograf, Verleger und Kunsthändler Louis Friedrich Sachse (1798–1877) eingeschlagen, indem er sechs bei Giroux hergestellte Original-Kameras nebst Zubehör nach Berlin importierte. Die bestellten Kameras trafen am 6. September 1893 bei Sachse ein, waren aber infolge unsachgemäßer Verpackung allesamt bis zur Unbrauchbarkeit beschädigt, die mitgelieferten Fotochemikalien – darunter auch giftiges Quecksilber – waren ausgelaufen, Jod hatte alles gebräunt. Sachse reinigte und reparierte die beschädigten Kameras und gab eine davon an Eduard Petitpierre weiter, der sie als Muster für seine eigene Fotokameraproduktion verwendete und bald dazu in der Lage war, Fotoapparate zu nur wenig mehr als der Hälfte des Preises der Originale von Giroux anzubieten. 
Petitpierre beschränkte sich nicht darauf, Kameras herzustellen und zu verkaufen, sondern fotografierte auch selbst: 1839 machte er seine ersten Aufnahmen vom Alten Museum, dem Zeughaus und dem Lustgarten. Petitpierre erhielt die Medaille für Kunst und Wissenschaft und verschiedene andere Auszeichnungen. Mitte September 1839 erhielt er von dem russischen Zaren Nikolaus I. einen kostbaren Brillant-Ring als Anerkennung für drei von ihm gefertigte Daguerreotypien, die Petitpierre dem Zaren selbst überreichte.
Die Daguerre'sche Kamera brachte prinzipbedingt stets seitenverkehrte Abbilder hervor. Eduard Petitpierre erfand ein Umkehrprisma, mit dessen Hilfe seitenrichtige Daguerreotypien aufgenommen werden konnten.
Petitpierre beteiligte sich auch an der Gewerbeausstellung, die vom 15. August bis zum 24. Oktober 1844 im Zeughaus Unter den Linden stattfand, bei der zum ersten Mal in Deutschland auch Fotografien gezeigt wurden. Unter den Ausstellern waren der bereits erwähnte Theodor Dörffel, Philipp Graff (1813–1851), Carl Gustav Oehme (1817–1881) und Wilhelm Eduard Kannegießer (1810–1845). Petitpierre beschickte die Ausstellung jedoch nicht mit selbstaufgenommenen Fotografien, sondern mit den von ihm hergestellten optischen und physikalischen Instrumenten.
Am 15. Oktober 1862 starb Eduard Petitpierre. Sein Sohn Gottfried Louis Petitpierre (geb. 2. März 1822; gest. 1882) übernahm sein Optiker- und Feinmechaniker-Geschäft und führte es bis zu seinem Tode im Jahr 1882 weiter.